# Allée Commandant-Charcot
L'allée Commandant-Charcot est une voie de Nantes.

## Situation et accès
Située dans le quartier Malakoff - Saint-Donatien,  l'allée Commandant-Charcot, qui est un ancien quai de Nantes, est une voie bitumée, ouverte à la circulation automobile. Rectiligne, elle relie la rue Stanislas-Baudry (près du jardin des plantes et de la gare) à la rue Henri-IV et la place Duchesse-Anne (près du château des ducs de Bretagne), en longeant la partie est du cours John-Kennedy. Elle rencontre, d'est en ouest, les rues Montcalm, Surcouf, de Loynes et Général-de-Lasalle, lesquelles lui permettent de rallier la rue de Richebourg qui lui est parallèle et est distante d'une cinquantaine de mètres.

## Origine du nom
Elle porte le nom du médecin et explorateur Jean-Baptiste Charcot (1867-1936).

## Historique
Le « Richebourg » — « bourg riche » — est prospère dès le Moyen Âge. Il est bordé par l'eau sur son côté sud, à la jonction de la Loire, du canal Saint-Félix et du ruisseau du Sail (ou Seil), qui prend sa source à Sainte-Luce-sur-Loire et se jette dans la Loire via l'« étier de Mauves ».
L'axe de communication principale du quartier est la rue de Richebourg. Au sud de la rue, les propriétaires des maisons revendiquent la possession de la rive ; les jardins longent le Seil et l'étier de Mauves. La « cale de Richebourg », partie sud de l'actuelle rue Henri IV, arrive en pente douce jusqu'au canal Saint-Félix, à l'extrémité ouest de l'actuel quai Richebourg. À la fin du XVIIIe siècle, Mathurin Crucy dresse, en 1784, le plan des zones à remblayer et à construire, pour former un quai continu de la Fosse à Richebourg, mais, après un aménagement des quais depuis le Port-Maillard jusqu'au château, les travaux s'interrompent, et ne reprennent qu'après la visite à Nantes de Napoléon Ier en 1808. La zone bordant l'eau à Richebourg n'est pas aménagée avant 1816.
L'activité du quartier est marquée par la prospérité de l'industrie sucrière, ainsi que par l'activité du port fluvial (entre l'embouchure de l'Erdre et le canal Saint-Félix) : les bateaux en provenance d'Orléans, Tours ou Saumur débarquent régulièrement sur le « quai Richebourg » du tuffeau, du grès, de l'ardoise ou du charbon ; dans l'autre sens, les gabares transportent du sucre.
L'arrivée du chemin de fer à Nantes (une gare provisoire est inaugurée en 1851, la gare d'Orléans est ouverte en 1853) accélère la transformation de la voie. L'étier est déplacé vers au sud des emprises ferroviaires via un canal faisant de celui-ci une « gare d'eau ». Cet ouvrage rejoignait également canal Saint-Félix au niveau de l'actuelle rue de Lourmel.
Le quai devient alors un axe important, permettant l'accès à la « gare d'Orléans » (qui était plus à l'ouest que la gare actuelle, au niveau de la rue Stanislas-Baudry). La fonction du quai est également d'assurer une meilleure circulation vers l'est. En 1825, Victor Mangin (1787-1853) soulignait, dans son journal L'Ami de la Charte, la nécessité d'élargir la rue de Richebourg, inadaptée à l'activité industrielle du quartier. L'ouverture du futur boulevard de Stalingrad résout ce problème, et l'axe principal du quartier bascule quai Richebourg.
Lorsque la voie ferrée est prolongée vers l'ouest, elle emprunte le quai de Richebourg, pour rejoindre ceux du centre-ville bordant la rive droite du « bras de la Bourse ». Alors que le quai Richebourg était auparavant en bordure du fleuve, le côté sud de la voie ferrée est une partie du quai Malakoff, la dénomination « quai Richebourg » n'étant affectée qu'à la voie au nord des rails.
En 1899, Maurice Schwob lance, dans le Phare de la Loire, une campagne de promotion d'un projet du directeur de la Compagnie du chemin de fer de Paris à Orléans, M. Heurteaux, qui prévoit de surélever la ligne qui traverse la ville au moyen d'un viaduc ferroviaire entre la gare d'Orléans et le quai d'Aiguillon, à la manière des tronçons aériens du métro de Paris. La voie une fois surélevée se serait située au niveau du 1er étage des immeubles du quai. Cette proposition, à laquelle le maire, Paul-Émile Sarradin, est favorable, est débattue lors du conseil municipal. Mais le projet ne voit pas le jour, bien qu'il soit de nouveau proposé deux fois, sans plus de succès, en 1904, avec des modifications apportées par l'ingénieur en chef de la Compagnie d'Orléans, M. Liébaux, puis en 1926, après un réajustement effectué par l'ingénieur des Ponts et chaussées responsable des travaux du port, M. Marcheix.
Entre 1816 et 1936, la voie est appelée « quai de Richebourg », du nom du quartier, d'origine médiévale. Le conseil municipal lui attribue, le 30 novembre 1936 son nom actuel. Le qualificatif de « quai » est maintenu, malgré les modifications apportées au réseau fluvial de Nantes dans les années 1920-1930. C'est après la Seconde Guerre mondiale que la voie est baptisée « allée Commandant-Charcot », transformation effectuée sur la plupart des quais de Nantes longeant des parties de cours d'eau comblées.
La séparation avec le fleuve est accentuée lors des travaux de comblement des bras nord de la Loire, qui éloignent le cours d'eau du quai, la voie ferrée étant déplacée vers le sud durant la Seconde Guerre mondiale, pour emprunter l'ancien lit, afin d'éviter son passage par le centre-ville. Alors qu'à l'origine le chemin de fer n'entravait pas excessivement son franchissement (à l'image des voies du tramway actuel), le tracé de la ligne SNCF, répondant aux normes de sécurité croissantes, constitue une coupure urbaine, depuis son entrée dans la ville jusqu'à la place Alexis-Ricordeau. L'allée Commandant-Charcot n'a plus de lien avec l'eau, qui se situe au-delà des axes routiers et de l'emprise de la SNCF.
En 1948, le restaurant « Le Coq hardi », tenu par la famille Athimon (Albert Athimon est un des fondateurs de la « commune libre du Bouffay »), ouvre ses portes et devient un haut lieu de la gastronomie nantaise
Dans les années 1960, la partie aménagée située au sud de l'ancien quai, entre l'allée et les voies ferrées est intégrée au nouveau cours John-Kennedy.
Depuis 1985, le côté sud de la voie est occupé par la Ligne 1 du tramway.
Le chantier de restructuration de la gare qui doit se dérouler entre 2016 et 2020, entraine également un réaménagement de ses abords. Ainsi, l'allée Commandant-Charcot est amenée à devenir une voie piétonne entièrement pavée, l'ensemble de la circulation étant transférée sur le cours John-Kennedy qui deviendra alors en double sens.

## Bâtiments remarquables et lieux de mémoire

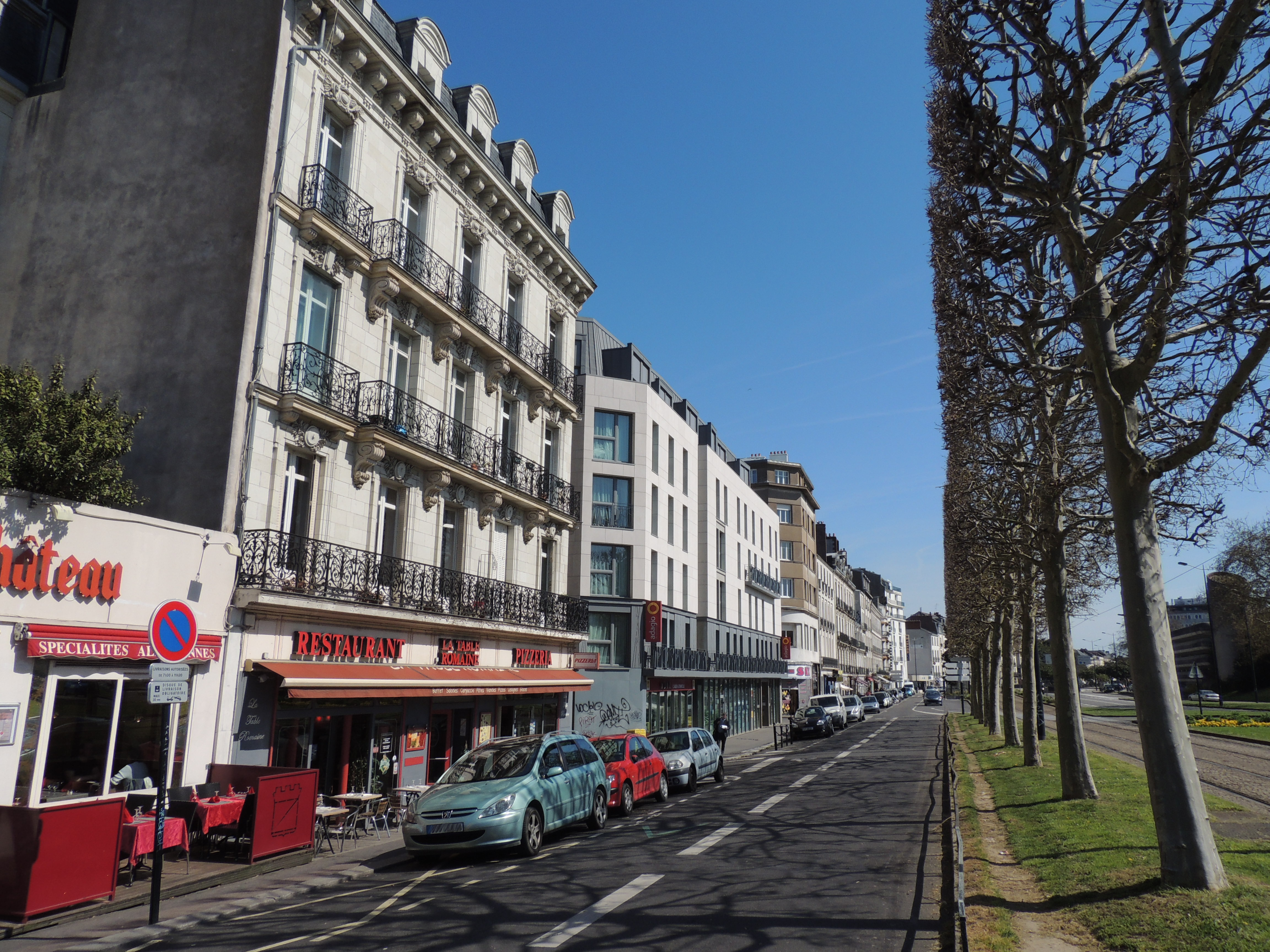
L'allée vue depuis son extrémité ouest en 2013 (avant travaux d'aménagement).
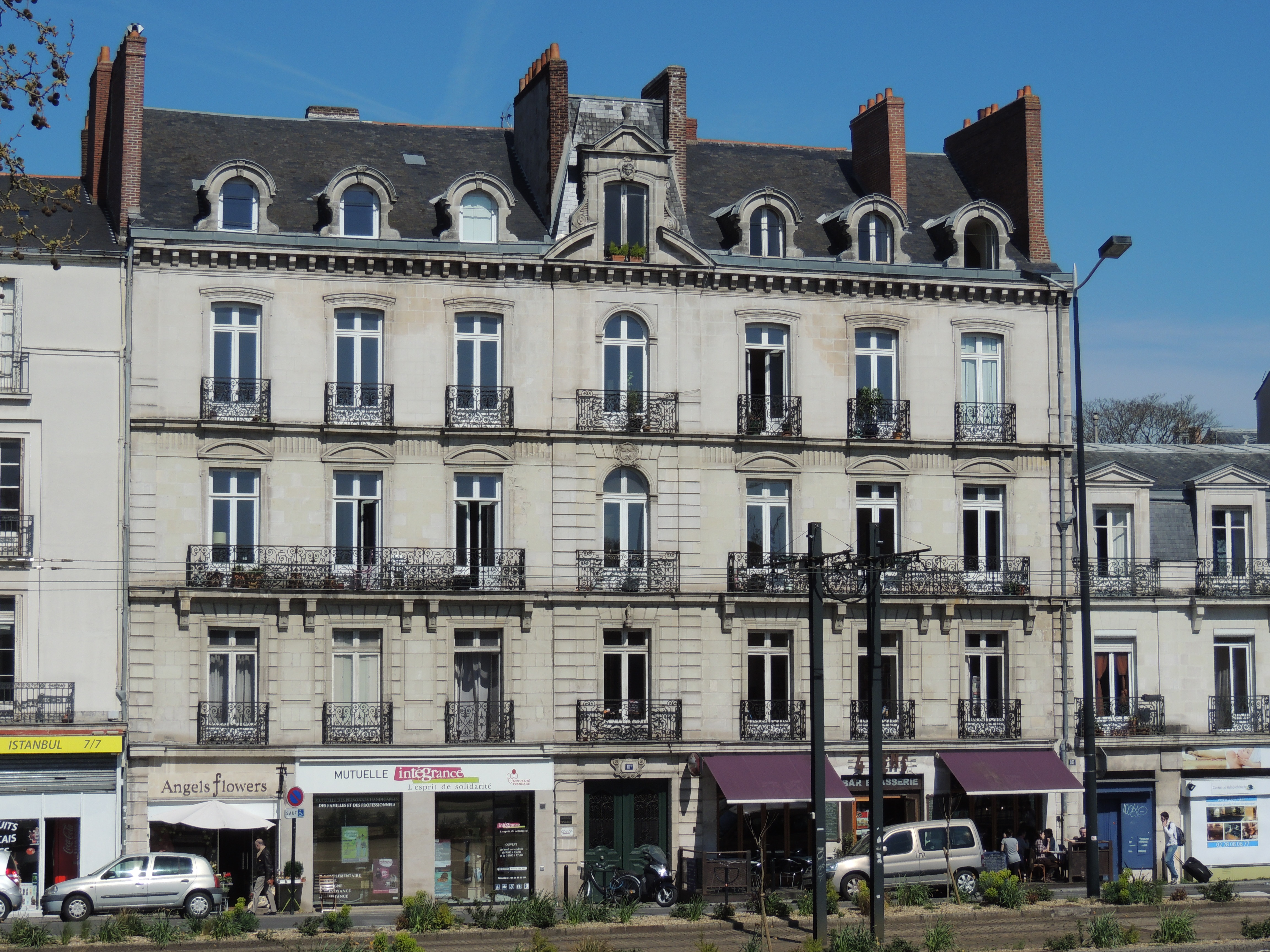
Immeuble au numéro 15 de l'allée.

### Dans la littérature
Jules Vallès, dans Le Bachelier (chapitre XIII, Après la défaite), évoque le quai Richebourg tel qu'il le voyait vers 1850.

« Oh ! ce quai Richebourg, si long, si vide, si triste !
Ce n’est plus l’odeur de la ville, c’est l’odeur du canal. Il étale ses eaux grasses sous les fenêtres et porte comme sur de l’huile les bateaux de mariniers, d’où sort, par un tuyau, la fumée de la soupe qui cuit. La batelière montre de temps en temps sa coiffe et grimpe sur le pont pour jeter ses épluchures par-dessus bord. (...) »